# هيلموت فايدلينغ
 هيلموت أوتو لودفيج فايدلينغ  (بالألمانية: Helmuth Weidling) (2 نوفمبر 1891 - 19 نوفمبر 1955) قائد عسكري ألماني شارك في الحربين العالميتين الأولى والثانية، وكان آخر القادة الذين تولوا مهمة الدفاع عن برلين خلال معركة برلين ضد القوات السوفيتية، واستسلم قبل نهاية الحرب العالمية الثانية في أوروبا، وتوفي كأسير حرب في فلاديمير التي نقله إليها السوفيت.

## وصلات خارجية
- Picture of Helmuth Weidling